# Neocryptopteryx incarum
Neocryptopteryx incarum là một loài tò vò trong họ Ichneumonidae.